# Ignacio Pallas
José Ignacio Pallas Martínez (ur. 5 stycznia 1983 w Montevideo) – urugwajski piłkarz występujący na pozycji środkowego obrońcy, trener piłkarski, od 2025 roku prowadzi Fénix.